# Johannes Conrad
Pour les articles homonymes, voir Conrad.
Johannes Ernst Conrad (né le 28 février 1839 en province de Prusse, mort le 25 avril 1915 à Halle-sur-Saale) était un économiste politique allemand qui s'engagea contre l'école économique britannique. Johannes Conrad a été professeur d'économie à Halle-sur-Saale, en Allemagne.

## Biographie
Johannes Ernst Conrad était propriétaire de ferme en Prusse-Occidentale. Il étudia l'agriculture en la pratiquant.
Il étudia les sciences politiques aux universités de Berlin et d'Iéna, et dut pour cela abandonner ses activités d'exploitant agricole. Il prépara sa thèse de 1864 à 1868 sous la direction du professeur Bruno Hildebrand et devint professeur en 1870 à l'université de Jena. En 1872, il fut promu à l'université de Halle, où il rencontra Simon Patten, lui aussi économiste issu d'une ferme.

## Œuvres
- Die Statistik der landwirthschaftlichen Production, 1868
- Das Universitätsstudium in Deutschland während der letzten 50 Jahre, 1884
- Grundriss zum Studium der politischen Oekonomie, 1896-99
- Leitfaden zum Studium der Nationaloekonomie, 1900
- Leitfaden zum Studium der Volkswirtschaftspolitik, 1901

## Literatur
- (de) Wilhelm Meinhold, « Conrad, Johannes », dans Neue Deutsche Biographie (NDB), vol. 3, Berlin, Duncker & Humblot, 1957, p. 335 (original numérisé).
- Albert Hesse: Johannes Conrad. In: Historische Kommission für die Provinz Sachsen und für Anhalt (Hrsg.): Mitteldeutsche Lebensbilder. 3. Band: Lebensbilder des 18. und 19. Jahrhunderts. Selbstverlag, Magdeburg 1928, S. 497–506.
- Theophil Gerber: Persönlichkeiten aus Land- und Forstwirtschaft, Gartenbau und Veterinärmedizin – Biographisches Lexikon. NORA Berlin, 4. erw. Aufl. 2014,  (ISBN 978-3-936735-67-3), S. 123–124.